# Frank Heller
Frank Heller (Blekinge, 20 de julio de 1886 - Malmö,  14 de octubre de 1947) fue el seudónimo del escritor sueco Gunnar Serner. Escribió una serie de libros de sobre las transacciones de negocios turbios en un entorno internacional. Sus obras más conocidas se referían de manera recurrente a Philip Collin, quien era a la vez un detective y un ladrón.

## Vida personal
Heller se doctoró en literatura inglesa a los 23 años en la Universidad de Lund. Acumuló una gran deuda que intentó cubrir con cheques falsos. Se vio obligado a huir de Suecia en 1912 debido a su participación en un fraude bancario. Viviendo en el extranjero, comenzó a escribir novelas para ganarse la vida, produciendo cuarenta y tres novelas, cuentos y libros de viajes antes de morir en 1947 en un accidente de bicicleta. Heller era tío del actor Håkan Serner.